# 刘万龙
刘万龙（1962年7月—，一说生于1958年），山东省聊城市东昌府区人，中国人民解放军中将。中国共产党第十九届中央委员会委员。

## 生平
2008年2月，刘万龙任新疆军区阿里军分区司令员。2011年，任南疆军区副司令员。2013年，任新疆生产建设兵团军事部部长。2014年3月17日，甘肃省军区召开大会，宣布甘肃省军区领导班子调整命令，兰州军区政委李长才宣布中央军委命令，任命刘万龙为甘肃省军区司令员，免去陈知庶的甘肃省军区司令员职务。2016年6月，刘万龙兼任中共甘肃省委常委。2017年1月，调任新疆军区司令员，2021年4月离任，由汪海江中将接任。
2012年12月，晋升少将军衔。2018年7月，晋升中将军衔。